# 2 oktober
2 oktober is de 275ste dag van het jaar (276ste dag in een schrikkeljaar) in de gregoriaanse kalender. Hierna volgen nog 90 dagen tot het einde van het jaar.

## Gebeurtenissen
- Algemeen
  - 2019 - Nederland heeft de wereldprimeur met de bouw van twee grondstoffenfabrieken die kaumera gaan produceren. De eerste daarvan wordt vandaag in Zutphen geopend. Deze innovatie zorgt voor 20-35% minder slibafval, minder CO2-uitstoot en een energiebesparing van 30 tot 80%. Men is bezig aan het omvormen van afvalwaterzuiveringen tot ‘fabrieken’ waar schoon water, schone energie én waardevolle grondstoffen geproduceerd worden. Een van deze grondstoffen is het biopolymeer kaumera, dat gewonnen wordt uit rest- en afvalwater.
- Kunst en cultuur
  - 1950 - Het stripverhaal Peanuts van Charles Schulz wordt voor het eerst gepubliceerd in zeven Amerikaanse kranten.
  - 1981 - De film Healthy gebruikt als eerste computerfiguranten.
  - 1997 - De film Gordel van smaragd van Orlow Seunke gaat in première.[1]
  - 2018 - Annet Schaap ontvangt de Gouden Griffel voor haar boek Lampje.
- Media
  - 1951 - De eerste Nederlandse televisiezender, Nederland 1, wordt gelanceerd.[2][1]
  - 1989 - De eerste aflevering van het populaire kinderprogramma Telekids, gepresenteerd door Irene Moors, gaat van start.[1]
  - 1989 - RTL-Véronique (het latere RTL 4) gaat van start.[1]
  - 1999 - Het kinderprogramma Telekids, met presentatoren Carlo Boszhard en Irene Moors, stopt na exact tien jaar.
  - 2003 - RTL 4 zendt de eerste aflevering uit van de realitysoap De Bauers. De begintune van het programma is Heb je even voor mij.[3]
  - 2015 - De populaire Nederlandse versie van Man bijt hond zendt hun laatste aflevering uit. Het opvallende televisieprogramma was vanaf 1999 elk seizoen op de buis.
  - 2016 - De eerste aflevering van Centraal Medisch Centrum wordt uitgezonden bij RTL 4.
- Muziek
  - 1988 - Meidengroep de Dolly Dots geeft in de Amsterdamse discotheek de Escape hun afscheidsconcert dat ook live door de VARA op Nederland 1 wordt uitgezonden.[3]
  - 2023 - Zanger Marco Schuitmaker ontvangt twee BUMA NL Awards voor zijn single Engelbewaarder, een cover van M'n engelbewaarder dat is geschreven door Pierre Kartner voor de Belgische zangeres Mieke. Hans Aalberts wint een award voor beste producer en componist, componist Tom Peters wordt uitgeroepen tot Hollandse Meester en de Industrie Award is voor Tony van de Berkt.[4]
  - 2023 - AVROTROS maakt bekend dat er ruim 600 nummers zijn ingezonden om Nederland te vertegenwoordigen op het Eurovisiesongfestival in 2024 en dat is een record volgens de omroep. De meeste inzendingen zijn Engelstalig, een flink deel is Nederlandstalig, maar er zijn ook anderstalige inzendingen.[5]
- Oorlog
  - 1187 - Saladin verovert Jeruzalem.[1]
  - 1944 - Putten: de Duitse bezetter voert een razzia uit in het dorp en voert 659 mannen en jongens weg. Hiervan keren er later slechts 49 terug, de rest komt om in concentratiekampen. Zie: Razzia van Putten.
  - 1990 - Zo'n vijfhonderd gewapende Rwandese Tutsi-vluchtelingen vallen vanuit Oeganda Rwanda binnen.
  - 1992 - Twee rivaliserende Liberiaanse milities leveren felle strijd in de buurt van de hoofdstad Monrovia.
- Politiek
  - 1841 - Florestan I volgt zijn overleden broer Honorius V op als vorst van Monaco.
  - 1919 - De Amerikaanse president Woodrow Wilson wordt getroffen door een beroerte, waardoor hij de rest van zijn ambtstermijn nauwelijks meer in staat is te functioneren.
  - 1968 - Bloedbad van Tlatelolco: het leger en de politie schieten op een menigte vreedzame demonstranten in Tlatelolco.[1]
  - 1983 - In Brighton kiest de Labour Party Neil Kinnock tot leider en Roy Hattersley tot diens plaatsvervanger bij de socialistische partij.
  - 1983 - Het parlement in Egypte stemt in met verlenging van de in oktober 1981 ingestelde noodtoestand met één jaar.
  - 1997 - Het Verdrag van Amsterdam wordt getekend.
  - 2004 - Een grote demonstratie van Keer het Tij in combinatie met een actie van de vakbonden FNV, CNV en MHP. Mede doordat de leden van de eerste twee bonden gratis treinkaartjes kregen, kwamen er in totaal 300.000 mensen (cijfer gemeente Amsterdam).
  - 2013 - Omdat het Britse gemenebest door Gambia als een neokoloniale instelling wordt bestempeld, stapt het land eruit.[1]
  - 2020 - De Amerikaanse president Donald Trump wordt in een ziekenhuis opgenomen vanwege besmetting met het COVID-19 virus. Ook zijn vrouw, een aantal van zijn adviseurs en wittehuis-journalisten blijken besmet te zijn geraakt.

- Recreatie

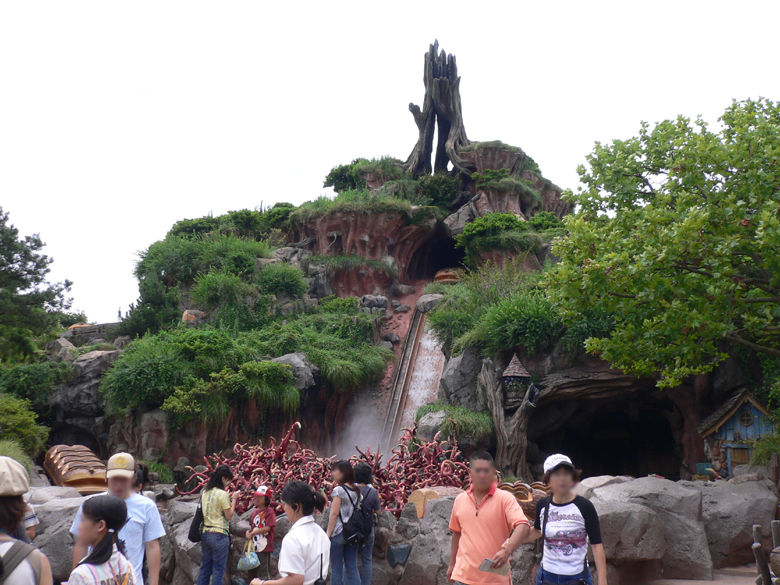
De Splash Mountain in Tokio

  - 1992 - In het Tokyo Disneyland wordt de attractie Splash Mountain geopend.
- Religie
  - 1928 - Opus Dei (een rooms-katholieke prelatuur) wordt opgericht.
- Sport
  - 1966 - Opening van het Estadio Vicente Calderón in Madrid, de voormalig thuishaven van de Spaanse voetbalclub Atlético Madrid.
  - 1996 - Bij wielrenner Lance Armstrong wordt teelbalkanker geconstateerd.[1]
  - 1999 - Het Angolees voetbalelftal wint de derde editie van de COSAFA Cup door in de finale (over twee wedstrijden) buurland Namibië te verslaan.
  - 2011 - In Belgrado winnen de Servische volleybalsters voor eigen publiek de Europese titel door Duitsland in de finale met 3-2 te verslaan.
  - 2021 - De Britse Elizabeth Deignan wint de eerste vrouweneditie van Parijs-Roubaix. Marianne Vos pakt de 2e plaats.[6]
  - 2022 - Minstens 174 mensen worden gedood bij rellen na een voetbalwedstrijd in Malang, Indonesië tussen Arema FC en Persebaya Surabaya. De meeste slachtoffers vielen toen de politie de rellende supporters met traangas probeerde te verdrijven.
  - 2023 - De Belgische wielrenner Wout van Aert wint de 104e editie van de eendaagse Italiaanse najaarskoers Coppa Bernocchi door in de eindsprint de Italianen Vincenzo Albanese en Andrea Bagioli achter zich te houden.[7]
  - 2023 - Amerikaans turnster Simone Biles die na een periode van afwezigheid is teruggekeerd op het mondiale turnpodium verlegt een grens door als eerste vrouw ooit de joertsjenko dubbel-gehoekt sprong, die tot nu toe alleen door mannen werd uitgevoerd, te laten zien bij de wereldkampioenschappen turnen in Antwerpen (België). De sprong zal voortaan haar naam dragen.[8]
- Wetenschap en technologie
  - 1910 - De Italiaanse astronoom Vincenzo Cerulli ontdekt de 320 kilometer grote planetoïde (704) Interamnia.[9]
  - 2015 - United Launch Alliance lanceert de 100e raket. Het is een Atlas V raket die de Mexicaanse communicatiesatelliet Morelos-3 in de ruimte brengt.[10]
  - 2021 - De Europees-Japanse ruimtesonde BepiColombo is voor de eerste keer langs de planeet Mercurius gevlogen en heeft een foto van de planeet gemaakt.[11]
  - 2023 - De Amerikaanse Federal Communications Commission maakt bekend dat het een boete van $150.000 heeft gegeven aan het Amerikaanse bedrijf Dish wegens het niet volgens eerder afgesproken richtlijnen buiten gebruik nemen van de EchoStar-7 communicatiesatelliet waardoor er kans was op het ontstaan van ruimteschroot. Het is voor het eerst dat de FCC een dergelijk besluit neemt.[12][13]
  - 2023 - De Nobelprijs voor de Geneeskunde is dit jaar toegekend aan de Hongaarse Katalin Karikó en de Amerikaan Drew Weissman. De onderzoekers deden samen aan de universiteit van Pennsylvania wetenschappelijk onderzoek waardoor het mogelijk is geworden om effectieve mRNA-vaccins te maken.[14]

## Geboren

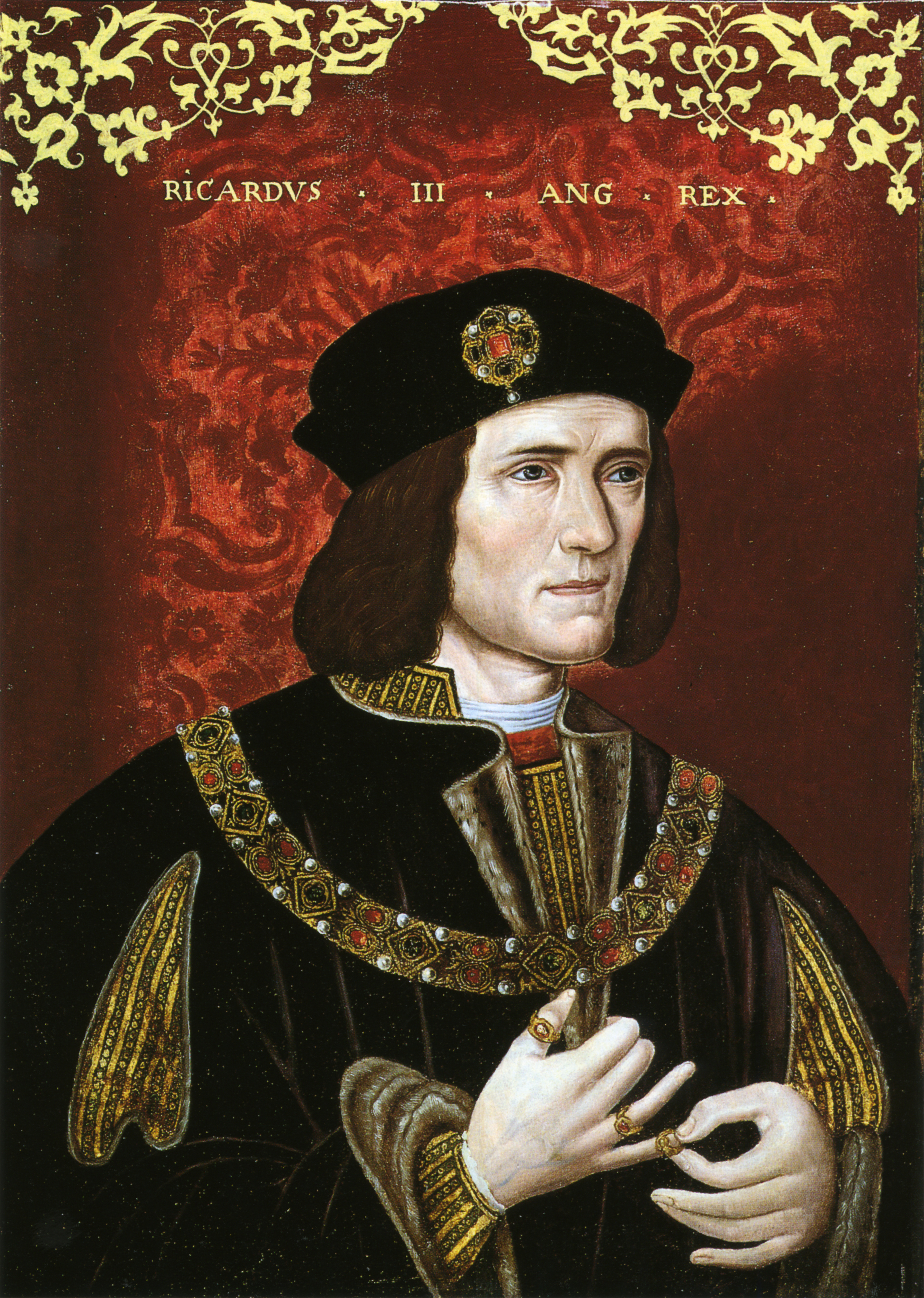
Richard III van Engeland,
geboren in 1452

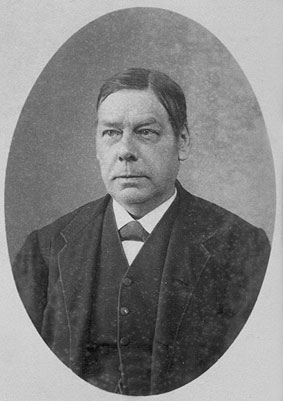
Jan Kappeyne van de Coppello,
geboren in 1822

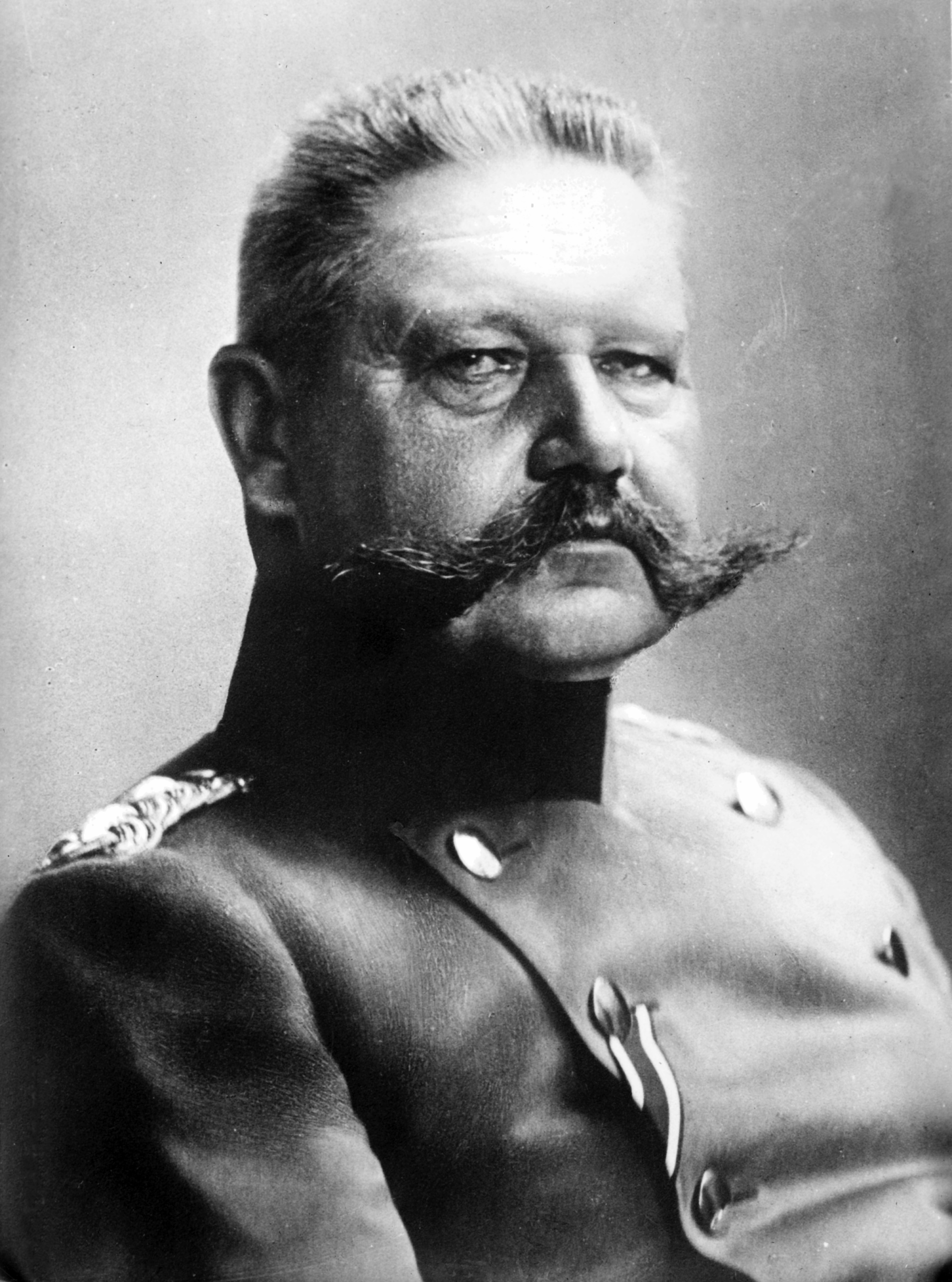
Paul von Hindenburg,
geboren in 1847

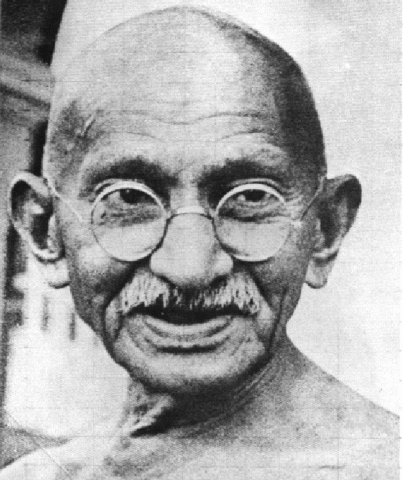
Mahatma Gandhi,
geboren in 1869

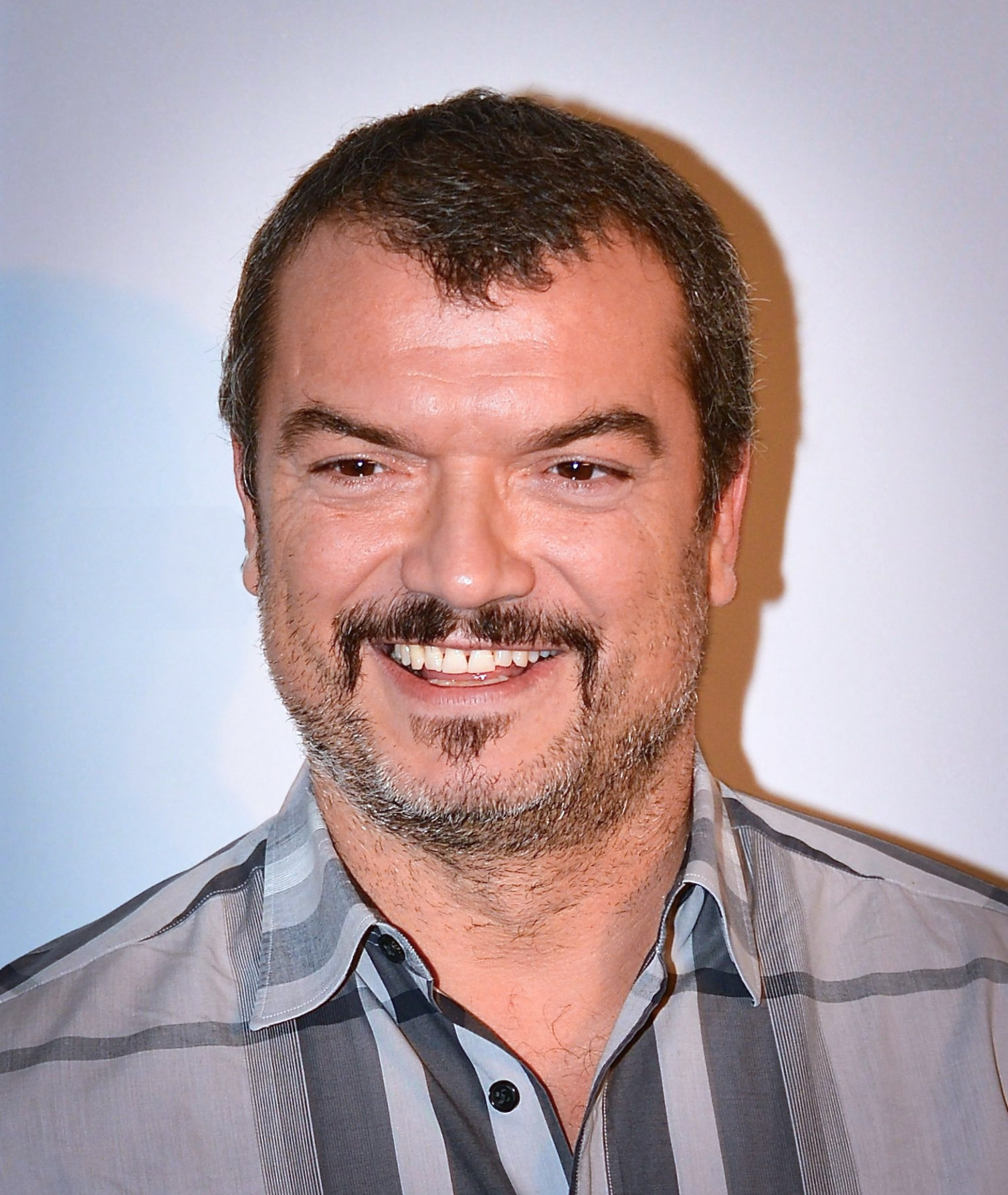
Dragomir Mrsic,
geboren in 1969

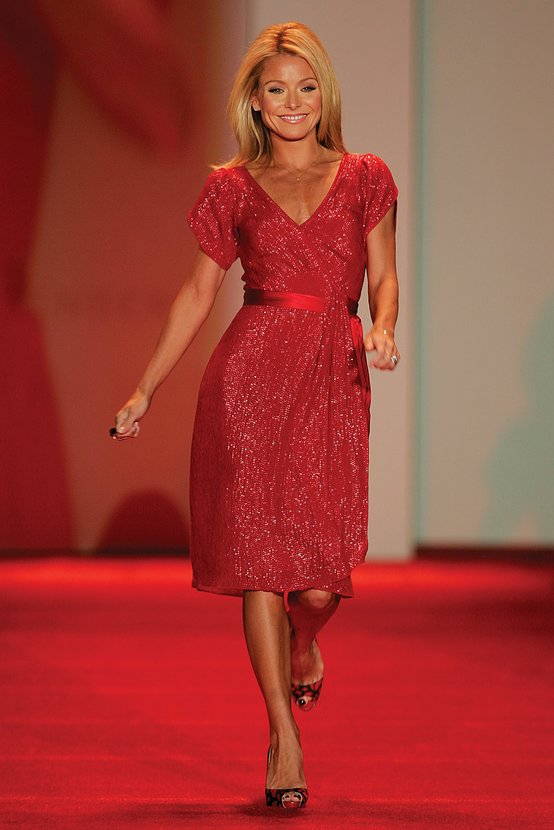
Kelly Ripa,
geboren in 1970

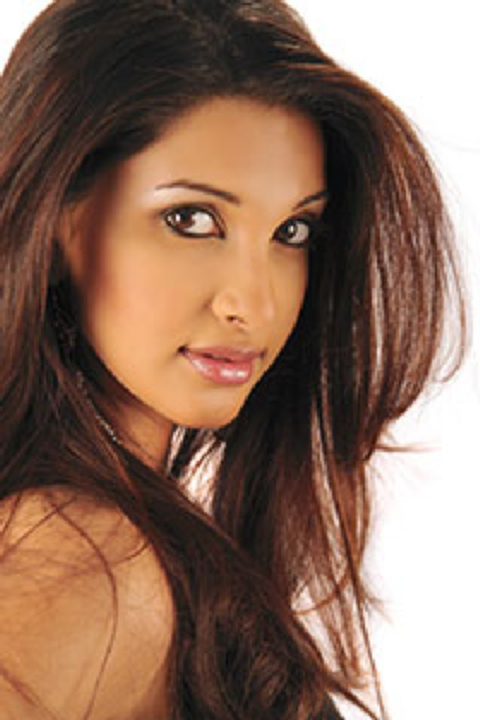
Fareisa Joemmanbaks,
geboren in 1984

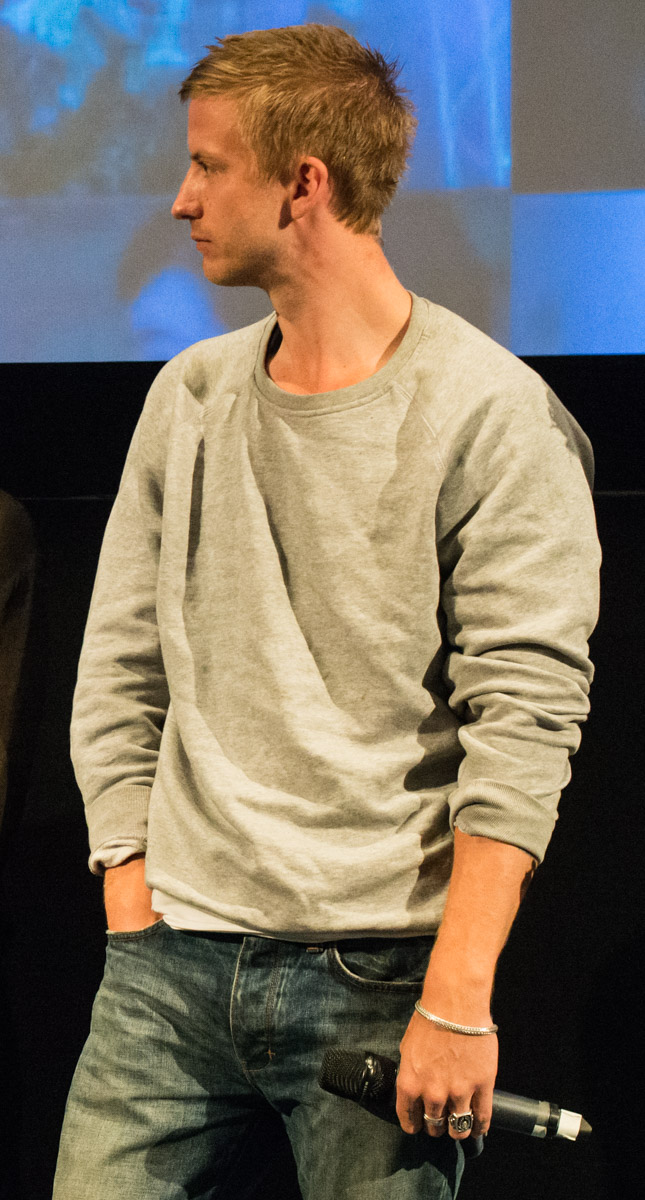
Filip Berg,
geboren in 1986

- 1452 - Koning Richard III van Engeland (overleden 1485)
- 1470 - Isabella van Portugal (overleden 1498)
- 1538 - Carolus Borromeus, Italiaans heilige en kardinaal-aartsbisschop van Milaan (overleden 1584)
- 1616 - Andreas Gryphius, Duits toneelschrijver (overleden 1664)
- 1720 - Elizabeth Montagu, Engels schrijfster (overleden 1800)
- 1754 - Louis de Bonald, Frans politicus, schrijver en filosoof (overleden 1840)
- 1781 - William Wyatt Bibb, Amerikaans politicus (overleden 1820)
- 1786 - François De Hondt, Belgisch historicus, edelsmid, graveur en archeoloog (overleden 1862)
- 1822 - Jan Kappeyne van de Coppello, Nederlands liberaal politicus (overleden 1895)
- 1832 - Willem Boeles, Nederlands jurist (overleden 1902)
- 1832 - Edward Burnett Tylor, Engels antropoloog (overleden 1917)
- 1835 - Louis-Antoine Ranvier, Frans patholoog (overleden 1922)
- 1840 - Dimitri Pisarev, Russisch radicaal criticus en schrijver (overleden 1868)
- 1847 - Paul von Hindenburg, Duits officier en politicus (overleden 1934)
- 1852 - Curt von François, Duits militair, koloniaal en ontdekkingsreiziger (overleden 1931)
- 1852 - William Ramsay, Brits chemicus (overleden 1916)
- 1857 - Herman van Cappelle, Nederlands geoloog en museumdirecteur (overleden 1932)
- 1864 - Raoul Claes, Belgisch advocaat, politicus en burgemeester (overleden 1941)
- 1869 - Mahatma Gandhi, Indiaas pacifist en politicus (overleden 1948)
- 1883 - Karl von Terzaghi, Oostenrijks civiel ingenieur en geoloog (overleden 1963)
- 1890 - Groucho Marx, Amerikaans komiek en acteur (overleden 1977)
- 1895 - Bud Abbott, Amerikaans komiek en acteur (overleden 1974)
- 1895 - Marta Heimeran, Duits mede-oprichtster van De Christengemeenschap (overleden 1965)
- 1897 - François Claessens, Belgisch gymnast (overleden 1971)
- 1902 - Pjotr Galperin, Russisch psycholoog (overleden 1988)
- 1902 - Sjaak Köhler, Nederlands zwemmer en waterpoloër (overleden 1970)
- 1904 - Graham Greene, Brits schrijver (overleden 1991)
- 1905 - Franjo Šeper, Joegoslavisch curiekardinaal (overleden 1981)
- 1911 - Tilly Fleischer, Duits atlete (overleden 2005)
- 1916 - Pi Veriss (Piet Visser), Nederlands tekstschrijver en componist (overleden 1998)
- 1917 - Christian de Duve, Belgisch bioloog (overleden 2013)
- 1917 - João Ramos do Nascimento (Dondinho), Braziliaans voetballer en vader van Pelé (overleden 1996)
- 1918 - Cor Bakker, Nederlands wielrenner (overleden 2011)
- 1919 - Jan Flinterman, Nederlands autocoureur (overleden 1992)
- 1920 - Giuseppe Colombo, Italiaans wiskundige (overleden 1984)
- 1920 - Ștefan Kovács, Roemeens voetbalcoach (overleden 1995)
- 1920 - Robert Stover, Amerikaans piloot (overleden 1943)
- 1921 - Scott Crossfield, Amerikaans testpiloot en USAF astronaut (overleden 2006)
- 1921 - Mike Nazaruk, Amerikaans autocoureur (overleden 1955)
- 1921 - Robert Runcie, Brits aartsbisschop van Canterbury (overleden 2000)
- 1921 - Giorgio Scarlatti, Italiaans autocoureur (overleden 1990)
- 1923 - Anton Peters, Belgisch acteur (overleden 1989)
- 1924 - Gilbert Simondon, Frans filosoof (overleden 1989)
- 1924 - Tapan Sinha, Indisch filmregisseur (overleden 2009)
- 1925 - Paul Goldsmith, Amerikaans autocoureur (overleden 2024)
- 1927 - Uta Ranke-Heinemann, Duits theologe en publiciste (overleden 2021)
- 1928 - Geert Hofstede, Nederlands organisatiepsycholoog (overleden 2020)
- 1929 - Robin Hardy, Brits schrijver en filmregisseur (overleden 2016)
- 1929 - Kenneth Leighton, Brits componist (overleden 1988)
- 1931 - Otto Eschweiler, Duits econoom, diplomaat en politicus (overleden 2022)
- 1932 - Matty de Bruijne, Nederlands politicus en Commissaris der Koningin (overleden 1991)
- 1932 - Hein Driessen, Duits kunstschilder (overleden 2025)
- 1933 - Jan Boezeroen (Johnny Goverde), Nederlands zanger
- 1933 - André Foucher, Frans wielrenner (overleden 2025)
- 1933 - John Gurdon, Brits bioloog en Nobelprijswinnaar
- 1933 - Carel ter Linden, Nederlands predikant
- 1935 - Tjabel Ras, Nederlands atleet
- 1936 - Feliciano Belmonte jr., Filipijns politicus en bestuurder
- 1938 - Nick Gravenites, Amerikaans blues-, rock- en folkzanger, songwriter en gitarist (overleden 2024)
- 1939 - Joaquim Chissano, president van Mozambique
- 1939 - Joeri Glazkov, Russisch kosmonaut (overleden 2008)
- 1939 - Göran Sonnevi, Zweeds dichter
- 1941 - Achille Casanova, Zwitsers politicus (overleden 2016)
- 1941 - John Sinclair, Amerikaans dichter, schrijver en politiek activist (overleden 2024)
- 1941 - Jean Vallée, Belgisch zanger (overleden 2014)
- 1943 - Paul Van Himst, Belgisch voetballer en voetbalcoach
- 1944 - Ton Koopman, Nederlands musicus, dirigent, organist en klavecinist
- 1944 - Vernor Vinge, Amerikaans sciencefictionschrijver en wiskundige (overleden 2024)
- 1944 - Alzjan Zjarmoechamedov, Kazachs basketballer (overleden 2022)
- 1945 - Don McLean, Amerikaans zanger en liedjesschrijver
- 1945 - Willy Vandenwijngaerden, Belgisch atleet
- 1947 - Jos Deschoenmaecker, Belgisch wielrenner
- 1947 - Willy Veenstra, Nederlands voetballer (overleden 2024)
- 1948 - Trevor Brooking, Engels voetballer
- 1948 - Avery Brooks, Amerikaans acteur, regisseur en zanger
- 1948 - Sam Burtis, Amerikaans jazzmuzikant (overleden 2023)
- 1948 - Donna Karan, Amerikaans modeontwerpster
- 1948 - Enrique Marín, Chileens voetbalscheidsrechter
- 1949 - Michael Bleekemolen, Nederlands autocoureur
- 1949 - Annie Leibovitz, Amerikaans fotografe
- 1949 - Dicky Veltman, Nederlands voetballer
- 1950 - Mike Rutherford, Brits bassist en zanger
- 1951 - Romina Power, Amerikaans actrice
- 1951 - Vitali Sjevtsjenko, Sovjet-Russisch voetballer en trainer
- 1951 - Sting (Gordon Sumner), Brits popzanger
- 1952 - Roger Christiansen, Amerikaans acteur, regisseur en technicus
- 1954 - Lorraine Bracco, Amerikaans actrice
- 1954 - Vincent Hildebrandt, Nederlands organist
- 1955 - Philip Oakey, Brits zanger, songwriter, producent en componist
- 1955 - O-sekoer (Luc Descheemaeker), Belgisch cartoonist
- 1955 - Revaz Tsjelebadze, Sovjet-Georgisch voetballer
- 1955 - Michel Wintacq, Belgisch voetballer
- 1956 - Philippe Ballot, Frans aartsbisschop
- 1956 - Freddie Jackson, Amerikaans zanger
- 1957 - Janry, Belgisch stripauteur
- 1958 - Laurette Onkelinx, Belgisch politica
- 1959 - Luis Fernández, Frans voetballer en voetbalcoach
- 1960 - Johan Lammerts, Nederlands wielrenner
- 1960 - Pedro van Raamsdonk, Nederlands bokser
- 1961 - Danny Deneuker, Belgisch politicus
- 1961 - Nico Verhoeven, Nederlands wielrenner en wielrenploegleider
- 1961 - Jan Peter Pellemans, Nederlands voice-over
- 1962 - Brian Holm, Deens wielrenner
- 1962 - Ad Koppejan, Nederlands politicus
- 1963 - Kris Van Dijck, Belgisch politicus
- 1963 - Joe Walker, Brits film editor
- 1964 - Dirk Denoyelle, Belgisch stemmenimitator
- 1964 - Jaanus Kuum, Noors wielrenner (overleden 1998)
- 1965 - Raf Walschaerts, Belgisch cabaretier
- 1965 - Ferhan en Ferzan Önder, Turks-Oostenrijkse pianisten
- 1966 - Rodney Anoa'i (Yokozuna), Amerikaans professioneel worstelaar (overleden 2000)
- 1966 - David D'Or, Israëlisch zanger, liedjesschrijver en componist
- 1966 - Mousse T., Duits dj en muziekproducent
- 1967 - Frankie Fredericks, Namibisch atleet
- 1967 - Thomas Muster, Oostenrijks tennisser
- 1968 - Lucy Cohu, Brits actrice
- 1968 - Kjetil Knutsen, Noors voetbaltrainer
- 1968 - Jana Novotná, Tsjechisch tennisster (overleden 2017)
- 1968 - Joey Slotnick, Amerikaans acteur
- 1969 - Dejan Govedarica, Servisch voetballer
- 1969 - Dragomir Mrsic, Bosnisch-Zweeds acteur, crimineel en taekwondoka
- 1969 - Wilco Zuijderwijk, Nederlands wielrenner
- 1970 - Catherine Kellner, Amerikaans actrice
- 1970 - Kelly Ripa, Amerikaans actrice en talkshowpresentatrice
- 1971 - Xavier Naidoo, Duits zanger
- 1971 - Jim Root, Amerikaans metal- en rockgitarist (Slipknot, Stone Sour)
- 1971 - Tony Scott, Surinaams-Nederlands rapper
- 1971 - Tiffany, Amerikaans zangeres
- 1971 - Ayhan Tumani, Turks-Duits voetballer
- 1972 - Marith Volp, Nederlands politica
- 1973 - Lene G. Nystrøm, Noors zangeres
- 1973 - Proof, Amerikaans rapper (overleden 2006)
- 1973 - Efren Ramirez, Amerikaans acteur
- 1973 - Vjerka Serdjoetsjka, Oekraïens komiek en zanger
- 1974 - Paul Teutul jr., Amerikaans ondernemer
- 1975 - Mark Porter, Australisch autocoureur (overleden 2006)
- 1975 - Valentyna Sjevtsjenko, Oekraïens langlaufer
- 1976 - Winston Gerschtanowitz, Nederlands acteur en presentator
- 1977 - Denis Viane, Belgisch voetballer
- 1978 - Ayumi Hamasaki, Japans zangeres
- 1979 - Michael Ball, Engels voetballer
- 1979 - Pascal Heije, Nederlands voetballer
- 1979 - Bas Jacobs, Nederlands voetballer
- 1979 - Luis Pasamontes, Spaans wielrenner
- 1980 - Sarah Sylbing, Nederlands documentairemaakster en omroepbestuurder
- 1981 - Santi Kolk, Nederlands voetballer
- 1981 - Sidney Samson, Nederlands diskjockey en dancemuzikant
- 1981 - Luke Wilkshire, Australisch voetballer
- 1982 - Adje (Julmar Simons), Nederlands rapper
- 1982 - Oliver Bender, Duits acteur
- 1983 - Srđan Lakić, Kroatisch voetballer
- 1984 - Marion Bartoli, Frans tennisster
- 1984 - Fareisa Joemmanbaks, Surinaams model en actrice
- 1984 - Goran Popov, Macedonisch voetballer
- 1985 - Casper Bouman, Nederlands windsurfer
- 1985 - Ciprian Marica, Roemeens voetballer
- 1985 - Alexander Smit, Nederlands honkballer
- 1985 - Linda Stahl, Duits atlete
- 1986 - Arjen de Baat, Nederlands wielrenner
- 1986 - Camilla Belle, Amerikaans (kind)actrice
- 1986 - Filip Berg, Zweeds acteur
- 1986 - Mitchell Docker, Australisch wielrenner
- 1987 - Mathías Cardacio, Uruguayaans voetballer
- 1988 - Sascha Kotysch, Duits voetballer
- 1988 - Andreas Moe, Zweeds zanger-songwriter
- 1989 - Ruud Feltkamp, Nederlands acteur
- 1989 - George Nash, Brits roeier
- 1989 - Janina Uhse, Duits actrice
- 1990 - Mikkel Diskerud, Amerikaans voetballer
- 1990 - Kazuki Watanabe, Japans motorcoureur
- 1991 - Natasha Anasi, IJslands voetbalster
- 1991 - Danila Izotov, Russisch zwemmer
- 1991 - Ethan Warren, Australisch schoonspringer
- 1993 - Michy Batshuayi, Belgisch voetballer
- 1993 - Aaro Vainio, Fins autocoureur
- 1994 - Rachele Baldi, Italiaans voetbalster
- 1994 - Niklas Mackschin, Duits autocoureur
- 1996 - Guilherme Samaia, Braziliaans autocoureur
- 1997 - Florjan Lata, Albanees voetbalscheidsrechter
- 1997 - Maia Wright, Zweeds zangeres
- 1998 - Alessandro Miressi, Italiaans zwemmer
- 1998 - Jordi Osei-Tutu, Brits-Ghanees voetballer
- 2001 - Loïc Masscho, Belgisch voetballer
- 2002 - Jacob Sartorius, Amerikaans zanger en internetpersoonlijkheid
- 2004 - Sami Ouaissa, Nederlands-Marokkaans voetballer
- 2008 - Nera Tiebwa, Kiribatisch judoka

## Overleden

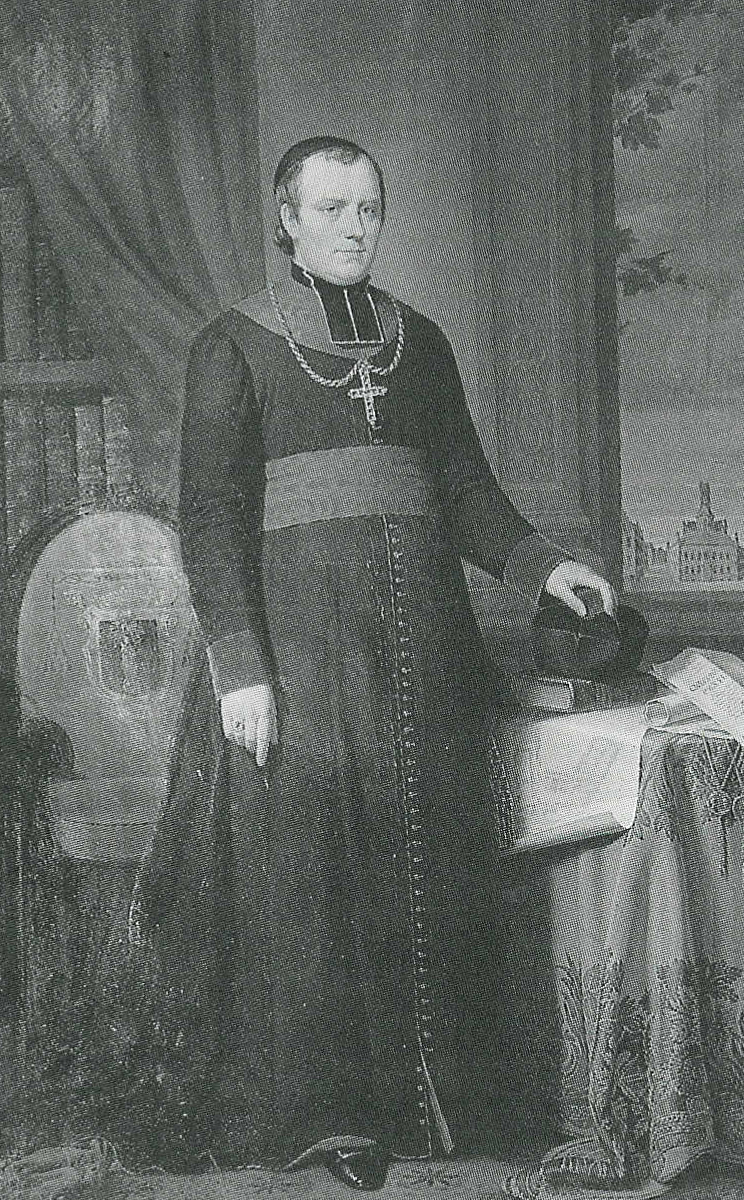
Lodewijk Jozef Delebecque,
overleden in 1864

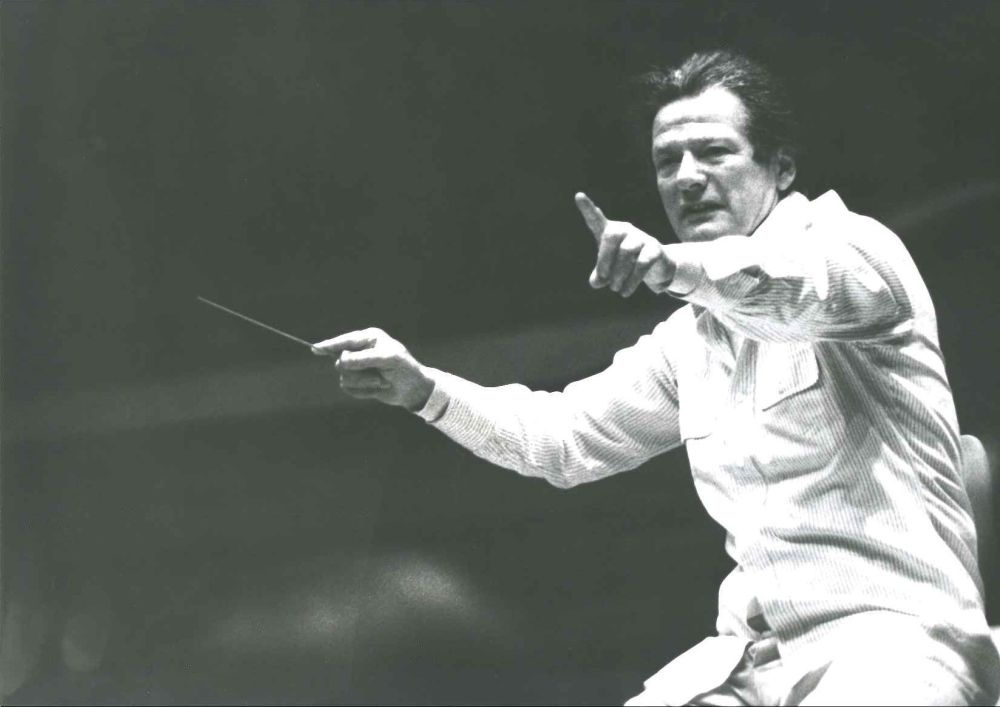
Neville Marriner,
overleden in 2016

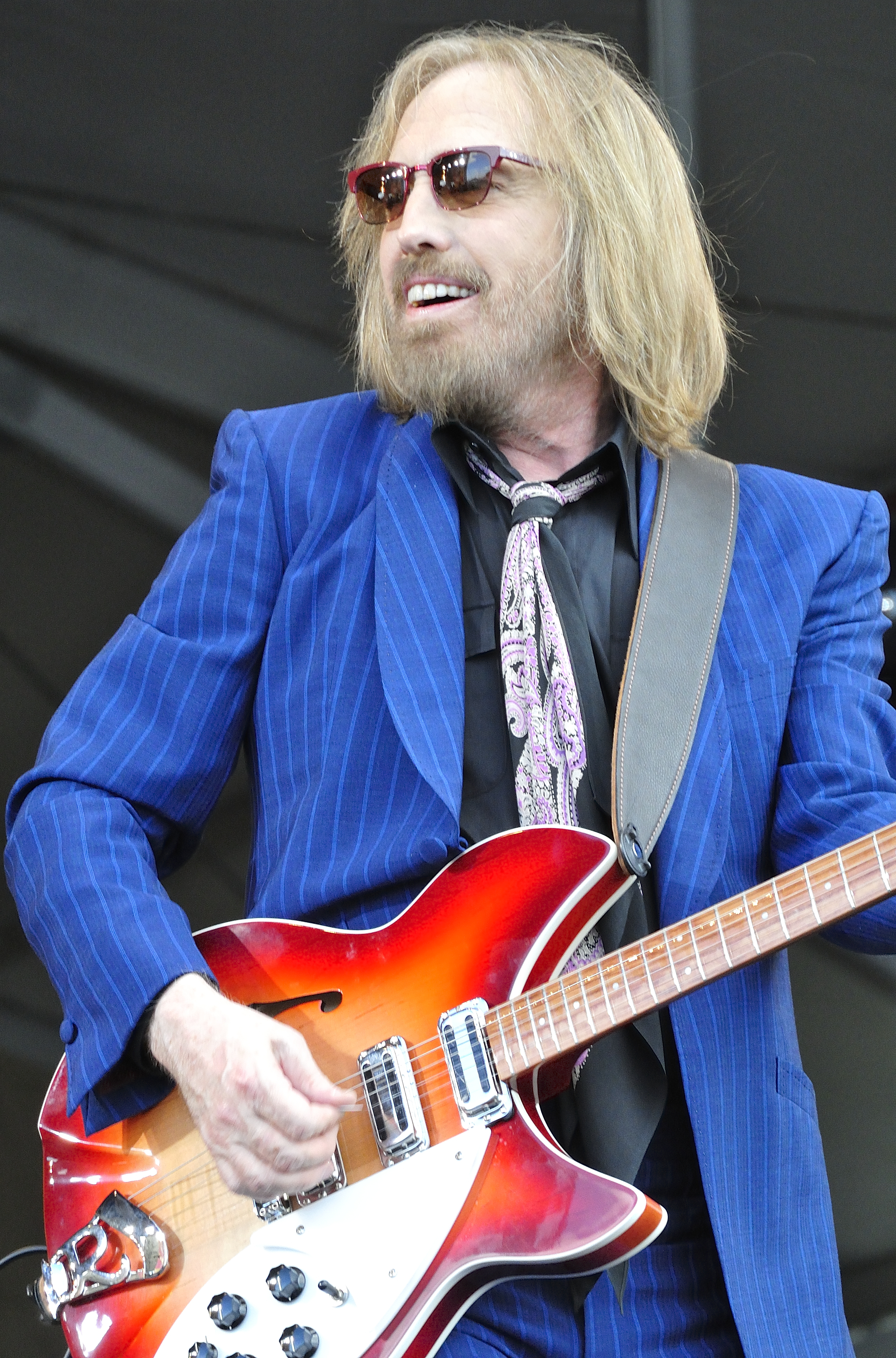
Tom Petty,
overleden in 2017

- 534 - Athalarik, koning van de Ostrogoten
- 1264 - Paus Urbanus IV (~69)
- 1674 - George Frederik van Nassau-Siegen (68), Duits graaf, gouverneur van Bergen op Zoom
- 1690 - Paulus Godin (74), koopman in de Nederlanden, bewindhebber van de West-Indische Compagnie
- 1848 - Georg August Goldfuss (66)), Duits paleontoloog en zoöloog
- 1853 - François Arago (67), Frans wiskundige
- 1864 - Lodewijk-Jozef Delebecque (67), Belgisch bisschop van Gent
- 1883 - Chretien Jacques Adrien van Nagell (99), Nederlands politicus
- 1910 - Gustav Casmir (35), Duits schermer
- 1933 - Elizabeth Thompson (86), Brits kunstschilder
- 1941 - Jef Denyn (79), Belgisch ontwerper van de moderne beiaard
- 1944 - Julian Felipe (84), Filipijns componist
- 1964 - Lothar Riedinger (75), Oostenrijks componist, zanger, dirigent en musicoloog
- 1968 - Marcel Duchamp (81), Frans beeldend kunstenaar
- 1969 - Katharine Susannah Prichard (85), Australisch schrijfster
- 1973 - Paavo Nurmi (76), Fins atleet en olympisch kampioen
- 1977 - Odd Frantzen (64), Noors voetballer
- 1985 - Rock Hudson (59), Amerikaans acteur
- 1987 - Madeleine Carroll (81), Brits actrice
- 1988 - Hamengkoeboewono IX (76), sultan van Jogjakarta en Indonesisch politicus
- 1991 - Dimitrios I (77), patriarch van Constantinopel
- 1991 - Henny Radijs (76), Nederlands keramist
- 1998 - Gene Autry (91), Amerikaans zanger en acteur
- 1998 - Jerzy Bińczycki (61), Pools acteur
- 1998 - Olivier Gendebien (74), Belgisch autocoureur
- 1999 - Heinz G. Konsalik (78), Duits schrijver
- 1999 - Herman Lauxtermann (69), Nederlands politicus
- 1999 - Jos Vervest (74), Belgisch biljarter
- 2000 - Elek Schwartz (91), Roemeens voetballer en voetbaltrainer
- 2002 - Heinz von Foerster (90), Oostenrijks Amerikaans fysicus en cyberneticus
- 2003 - Otto Günsche (86), Duits adjudant van Adolf Hitler
- 2003 - Gabri de Wagt (82), Nederlands radiomaker
- 2003 - Joanne Thomas (41), Amerikaans zangeres (o.a. Ruffneck featuring Yavahn)
- 2004 - Cesidio Guazzaroni (93), Italiaans diplomaat
- 2005 - Bert Eriksson (74), Belgisch bestuurder (leider van de Vlaamse Militanten Orde)
- 2006 - Tamara Dobson (59), Amerikaans fotomodel en actrice
- 2006 - Paul Halmos (90), Hongaars-Amerikaans wiskundige en statisticus
- 2007 - George Grizzard (79), Amerikaans acteur
- 2008 - Rob Guest (58), Nieuw-Zeelands (musical)acteur en zanger
- 2009 - Marek Edelman (86), Pools cardioloog, politiek en sociaal activist, politicus, leider opstand in het getto van Warschau
- 2009 - Jørgen Jensen (65), Deens atleet
- 2014 - Jan Rem (84), Nederlands atleet
- 2014 - Maryline Troonen (40), Belgisch atlete
- 2015 - Eric Arturo Delvalle (78), president van Panama
- 2015 - Brian Friel (86), Iers schrijver
- 2016 - Luis González de Alba (72), Mexicaans schrijver, journalist en activist
- 2016 - Neville Marriner (92), Engels dirigent en violist
- 2016 - Jeroen Oerlemans (45), Nederlands persfotograaf en journalist
- 2017 - Tom Petty (66), Amerikaans muzikant en rockzanger
- 2018 - Jan Adriaensens (86), Belgisch wielrenner
- 2018 - Geoff Emerick (72), Brits geluidstechnicus
- 2018 - Jamal Khashoggi (59), Saoedi-Arabisch journalist en columnist
- 2018 - Dirk Ayelt Kooiman (72), Nederlands schrijver
- 2018 - Jan Manuel (80), Nederlands voetbalscheidsrechter
- 2018 - Francisco Orrego Vicuña (76), Chileens rechtsgeleerde en diplomaat
- 2019 - Gia Kantsjeli (84), Georgisch componist
- 2019 - Isaac Promise (31), Nigeriaans voetballer
- 2019 - Jan Seelen (80), Nederlands voetballer
- 2020 - Viktor Zalgaller (99), Russisch wiskundige
- 2021 - Ioannis Paleokrassas (87), Grieks politicus
- 2022 - Wolfgang Haken (94), Duits-Amerikaans wiskundige
- 2022 - Sacheen Littlefeather (Marie Louise Cruz) (75), Amerikaans actrice, model en activiste
- 2022 - Mary McCaslin (75), Amerikaans folkzangeres
- 2024 - Susie Berning (83), Amerikaans golfster
- 2024 - Guido Carlesi (87), Italiaans wielrenner
- 2024 - Rüdiger Henning (80), Duits roeier
- 2024 - Piet Jager (90), Nederlands voetballer
- 2024 - Pablo Nahar (72), Surinaams jazzmusicus
- 2024 - Martin Schröder (93), Nederlands luchtvaartondernemer
- 2024 - Klaas van der Zwaag (69), Nederlands schrijver en journalist

## Viering/herdenking

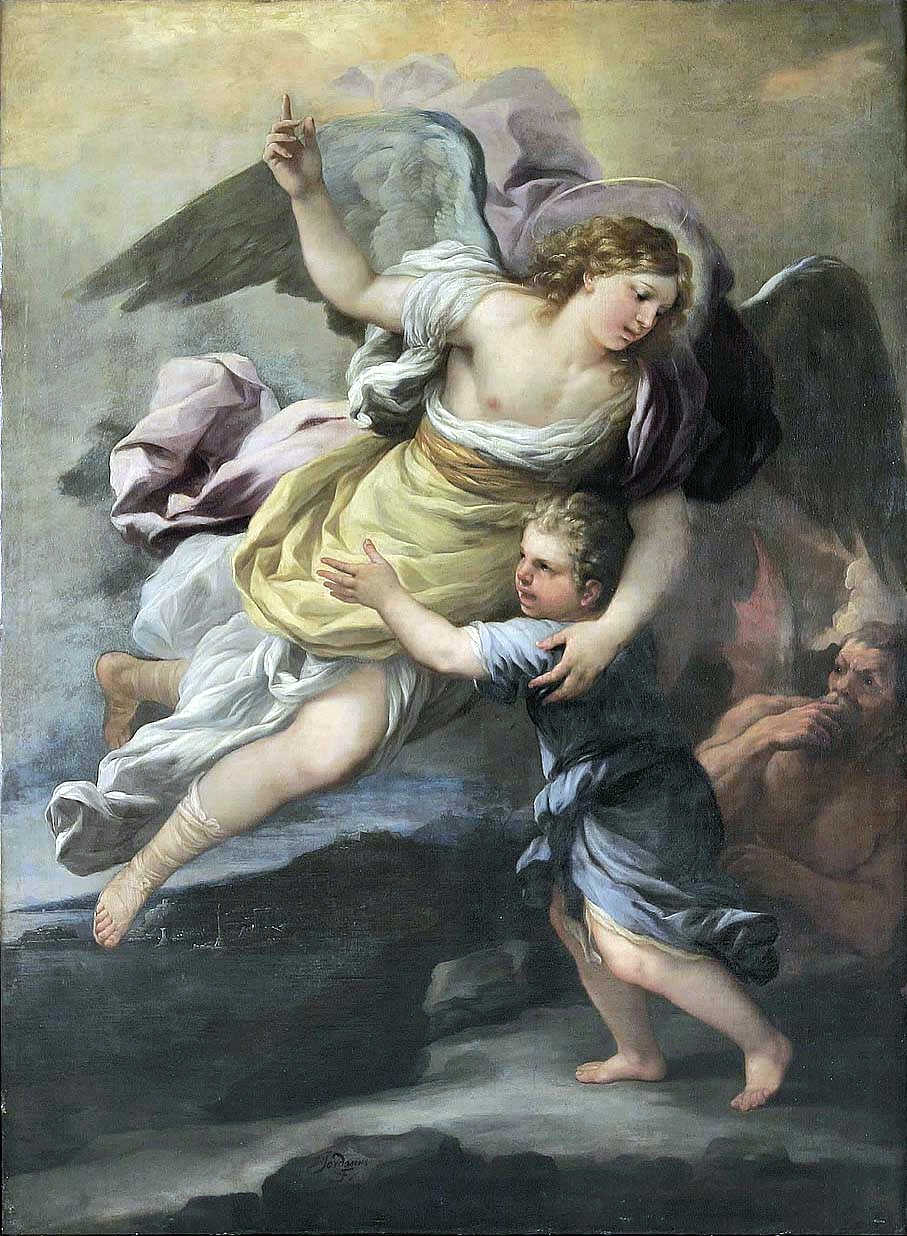
Engelbewaarder

- Dag van de Geweldloosheid (geboortedag van Mahatma Gandhi op 2 oktober 1869).
- Rooms-Katholieke kalender:
  - Heilige Engelbewaarders (1608) - Gedachtenis
  - Heilige Leodegard (van Autun) († c. 678)
  - Heilige Gerinus († 676)
  - Heilige Beregisius († 725) - Gedachtenis (in bisdom Luik)
  - Zalige Jan Beyzym († 1912)

## Weerextremen

### Nederland
| | Officiële records | Officiële records | Officiële records |      | Landelijke records | Landelijke records | Landelijke records         |
| Gebeurtenis | Jaar              | Extreem           | Locatie           | Jaar | Extreem            | Locatie            |                            |
| --- | ----------------- | ----------------- | ----------------- | ---- | ------------------ | ------------------ | -------------------------- |
| Laagste etmaalgemiddelde temperatuur (°C) | 1902              | 6,4               | De Bilt           |      | 1998               | 5,9                | Twenthe                    |
| Hoogste etmaalgemiddelde temperatuur (°C) | 2023              | 18,2              | De Bilt           |      | 2023               | 20,5               | Maastricht                 |
| Laagste minimumtemperatuur (°C) | 1957              | 1,6               | De Bilt           |      | 1957               | 0,1                | Eelde                      |
| Hoogste minimumtemperatuur (°C) | 1962, 1985        | 14,2              | De Bilt           |      | 2023               | 17,3               | Wijk aan Zee               |
| Laagste maximumtemperatuur (°C) | 1978              | 8,7               | De Bilt           |      | 1998               | 7,7                | Twenthe                    |
| Hoogste maximumtemperatuur (°C) | 1959              | 25,7              | De Bilt           |      | 2011               | 27,1               | Westdorpe                  |
| Hoogste uurgemiddelde windsnelheid (m/s) | 1950              | 13,4              | De Bilt           |      | 1991               | 22,6               | Huibertgat                 |
| Hoogste windstoot (m/s) | 1970              | 19,0              | De Bilt           |      | 2021               | 31,0               | Houtribdijk                |
| Langste zonneschijnduur (uur) | 2015              | 10,5              | De Bilt           |      | 1940               | 10,9               | De Kooy                    |
| Langste neerslagduur (uur) | 1968              | 15,1              | De Bilt           |      | 1968               | 15,1               | De Bilt                    |
| Hoogste etmaalsom van de neerslag (mm) | 1962              | 23,9              | De Bilt           |      | 2016               | 32,0               | De Kooy                    |
| Laagste etmaalgemiddelde relatieve vochtigheid (%) | 1972              | 68                | De Bilt           |      | 1921, 1959         | 51                 | Maastricht                 |
| Laagste uurwaarde luchtdruk op zeeniveau (hPa) | 2020              | 989,7             | De Bilt           |      | 2020               | 987,3              | Vlissingen, Wilhelminadorp |
| Hoogste uurwaarde luchtdruk op zeeniveau (hPa) | 1945              | 1037,2            | De Bilt           |      | 1945               | 1037,6             | Eelde                      |
| Officiële records worden altijd gemeten op het KNMI-weerstation in De Bilt. Landelijke records kunnen worden gemeten op elk officieel KNMI-weerstation in Nederland. |                   |                   |                   |      |                    |                    |                            |

Uitzonderlijke gebeurtenissen
- 1901 - Laatste officiële warme dag van het jaar (maximumtemperatuur ≥ 20 °C in De Bilt)
- 1901 - Laatste landelijke warme dag van het jaar gemeten in De Bilt (maximumtemperatuur ≥ 20 °C op een officieel weerstation)
- 1913 - Laatste officiële warme dag van het jaar (maximumtemperatuur ≥ 20 °C in De Bilt)
- 1917 - Laatste officiële warme dag van het jaar (maximumtemperatuur ≥ 20 °C in De Bilt)
- 1940 - Landelijk maandrecord langste zonneschijnduur in uren van oktober gemeten in De Kooy: 10,9. Samen met 1 oktober 2013
- 1959 - Laatste officiële zomerse dag van het jaar (maximumtemperatuur ≥ 25 °C in De Bilt)
- 2011 - Laatste officiële zomerse dag van het jaar (maximumtemperatuur ≥ 25 °C in De Bilt)
- 2015 - Officieel maandrecord langste zonneschijnduur in uren van oktober gemeten in De Bilt: 10,5. Samen met 1 oktober 1940, 1 oktober 2013 en 1 oktober 2015
- 2023 - Officieel hoogste etmaalgemiddelde temperatuur in °C van oktober dit jaar gemeten in De Bilt: 18,2
- 2023 - Landelijk hoogste etmaalgemiddelde temperatuur in °C van oktober dit jaar gemeten in Maastricht: 20,5
- 2023 - Officieel hoogste maximumtemperatuur in °C van oktober dit jaar gemeten in De Bilt: 23,6. Samen met 1 oktober
- 2023 - Landelijk hoogste maximumtemperatuur in °C van oktober dit jaar gemeten in Maastricht: 26,1

### België
Dagrecords
- 1902 - Laagste etmaalgemiddelde temperatuur 6 °C
- 2023 - Hoogste etmaalgemiddelde temperatuur 20,1 °C[17]
- 1881 - Laagste minimumtemperatuur 2,2 °C
- 2023 - Hoogste maximumtemperatuur 26,5 °C[17]
- 1883 en 1929 - Hoogste etmaalsom van de neerslag 18,5 mm

Uitzonderlijke gebeurtenissen
- 1959 - Temperatuur tot 23,5 °C in Stavelot en 25,7 °C in Koksijde.
- 2001 - Op verschillende plaatsen blijft de minimumtemperatuur boven 16 °C.

<< · 1 · 2 · 3 · 4 · 5 · 6 · 7 · 8 · 9 · 10 · 11 · 12 · 13 · 14 · 15 · 16 · 17 · 18 · 19 · 20 · 21 · 22 · 23 · 24 · 25 · 26 · 27 · 28 · 29 · 30 · 31 · >>